# Órgão vascular da lâmina terminal
O órgão vascular da lâmina terminal (VOLT em ingles), organum vasculosum laminae terminalis (OVLT em latim) ou crista supraóptica é um órgão sensorial, um dos órgãos circunventriculares do terceiro ventrículo dentro da lâmina terminal . É coberto por pia-máter e revestido por epêndima . Ele recobre o núcleo paraventricular do hipotálamo, e está envolvido na secreção de vasopressina . O OVLT monitora a presença de peptídeos e macromoléculas na corrente sanguínea e transmite as informações ao hipotálamo.
É um dos tres orgãos circunventriculares do cerebro, juntamente da area postrema e do orgão subfornical , os outros 4 são estruturas secretorias.

## Região anteroventral do terceiro ventrículo
O OVLT, a eminência mediana e o órgão subfornical estão interligados com o hipotálamo médio -ventral e, juntas, essas três estruturas circundam o terceiro ventrículo, um complexo frequentemente chamado de região anteroventral do terceiro ventrículo (região "AV3V"). Esta região atua na regulação do equilíbrio de fluidos e eletrólitos, controlando a sede, a excreção de sódio, a regulação do volume sanguíneo e a secreção de vasopressina.

## Função
O OVLT é um dos três órgãos circunventriculares sensoriais que fornecem informações para outras regiões do cérebro.
Os capilares OVLT não possuem uma barreira hematoencefálica e, portanto, os neurônios dessa região podem responder aos fatores circulantes presentes na circulação sistêmica .
Os neurônios no VOLT são osmorreceptores sensíveis ao conteúdo de sódio e à pressão osmótica do sangue. Os neurônios da lâmina terminal projetam-se para o núcleo supraóptico e paraventricular para regular a atividade dos neurônios secretores de vasopressina . Em uma situação de volume sanguíneo reduzido, a secreção de renina pelos rins resulta na produção de angiotensina II, que estimula os receptores no VOLT e no órgão subfornical a completar um ciclo de feedback positivo . Esses neurônios também se projetam para o núcleo pré-óptico mediano, que está envolvido no controle da sede .